# Bettie Wilson
Bettie Wilson (født 13. september 1890, død 13. februar 2006) var 3. ældste person i verden på det tidspunkt hun døde.
Wilson blev den ældste levende person i USA da Emma Verona Johnston døde 1. december 2004, men blev rykket ned på en 2. plads da Elizabeth Bolden blev fundet i april 2005.
Sidst i april flyttede den 114-årige Wilson ind i et nyt hjem, senere i september 2005 fejrede hun sin fødselsdag og, at hun var blevet den 3. ældste levende person i verden.
Præcis 5 mdr. senere døde Bettie Wilson i en alder af 115 år. Hun efterlod 5 børnebørn, 46 oldebørn, 95 tipoldebørn og 38 tip-tip-oldebørn.